# 锡拉库萨流泪圣母朝圣地
锡拉库萨流泪圣母朝圣地（Basilica santuario Madonna delle Lacrime）是一座罗马天主教宗座圣殿、圣母朝圣地，位于意大利西西里大区锡拉库萨，占据了通往奥提伽岛大道的天际线。这是一座20世纪现代建筑, 被一些人嘲笑为倒置的冰淇淋蛋筒。

## 历史与建筑
为设计教堂举行了国际竞赛，选择了米歇尔·安德拉特和皮埃尔·帕拉特的设计。建筑的主要工程师是里卡多·莫兰迪。建造始于1966年，直到1994年才完工。在建造过程中，人们发现地基中有一个地下室，可能是一座初期基督教古墓，现在位于教堂的下层。该建筑最初规划很大，但在103米高时，它被削减了约 30 米。教堂毗邻圣若望地下墓穴。
建造教堂的第一块石头于1954年祝圣。2002 年，教宗若望保禄二世将其升格为次级宗座圣殿。2019 年，西西里主教会议将其命名为地区朝圣地。
穹顶顶部是带有光芒的镀金青铜圣母雕像，由弗朗切斯科·卡尔达雷拉设计。带有青铜底座的方形祭坛有四幅画，描绘启示录中的世界末日景象。铭文引用了圣保罗在以弗所书中的话： Cristo ha amato la Chiesa e ha dato se stesso per lei.